# Clarisia racemosa
Clarisia racemosa ist ein Baum in der Familie der Maulbeergewächse aus dem mittleren bis nördlichen Südamerika bis nach Zentralamerika und im Südwesten Mexikos.

## Beschreibung
Clarisia racemosa wächst als halbimmergrüner Baum bis etwa 30–40 Meter hoch. Der Stammdurchmesser erreicht etwa 60–90 Zentimeter.
Die einfachen, wechselständigen, ledrigen und fast kahlen Laubblätter sind kurz gestielt. Die Blätter sind dimorph, an jungen Pflanzen sind die Blattspreiten dünner und geschwänzt. Der kurze, rinnige Blattstiel ist bis 1,5 Zentimeter lang. Die eiförmigen bis elliptischen, länglichen oder verkehrt-eiförmigen Blätter sind ganzrandig und bespitzt, spitz bis geschwänzt. Sie sind 4–15 Zentimeter lang und 2–6 Zentimeter breit. Oberseits sind die Blätter dunkelgrün und glänzend und unterseits hellgrün sowie schwach behaart. Die Nervatur ist fein gefiedert mit schwachen, undeutlichen Seitenadern. Es sind sehr kleine, meist abfallende Nebenblätter vorhanden.
Clarisia racemosa ist zweihäusig diözisch. Weibliche Exemplare sind viel seltener. Die männlichen Blüten erscheinen in achselständigen, vielblütigen und ährigen, mehr oder weniger behaarten, bis zu 10 Zentimeter langen, dünnen und zylindrischen Blütenständen. Die weiblichen Blüten erscheinen in (einblütigen), kurz und dick gestielten Blütenständen. Die oft paarig erscheinenden Blütenstände sind jeweils von etwas behaarten, kleinen Tragblätter unterlegt. Die sehr kleinen Blüten sind mit einfacher Blütenhülle. Die sitzenden, winzigen männlichen, bis zu etwa 0,8 Millimeter großen, weißlichen Blüten besitzen ein meist drei- bis sechsteiliges, feinhaariges Perianth, mit fast freien Segmenten und bis 1–4 kleine Staubblätter. Die sitzenden weiblichen, bis 2–3 Millimeter großen, grünen Blüten besitzen ein bis zu vierlappiges oder fast verwachsenes, an der Spitze feinhaariges, kugeliges Perianth und einen oberständigen, teils mit dem Perianth verwachsenen Fruchtknoten mit kurzem Griffel mit zwei langen, teils geringelten Narbenästen. Sie sind von bis zu 7 kleinen, etwas behaarten Deckblättern unterlegt.
Es werden orange bis rote, eiförmige bis ellipsoide, etwa 2,5–4,5 Zentimeter große, manchmal leicht bespitzte, einsamige, glatte, kahle Früchte, aus bzw. in dem fleischigen Perianth (Scheinfrucht), mit beständigen Deckblättern gebildet. Unreif enthalten sie noch viel Milchsaft. Der große, ellipsoide, grünliche, glatte und hellbräunlich geaderte Samen ist etwa 1,5–2 Zentimeter lang.

## Taxonomie
Die Erstbeschreibung erfolgte 1798 durch Hipólito Ruiz López und José Antonio Pavón in Syst. Veg. Fl. Peruv. Chil.: 255. Synonyme sind Clarisia nitida (Allemão) J.F.Macbr. und Soaresia nitida Allemão.

## Verwendung
Das mittelschwere, recht beständige Holz ist bekannt als  Guariúba.